# Setra S 309 HD
Setra S 309 HD — туристический автобус, выпускаемый немецкой компанией Setra с 1992 по 2001 год.

## Эксплуатация
Автобус Setra S 309 HD эксплуатируется, в основном, в Нидерландах.
| Страна     | Предприятин          | Серия    | Количество |
| ---------- | -------------------- | -------- | ---------- |
| Нидерланды | Doelen Coach Service | BL-DF-39 | 1          |

## Интересные факты
В 2012 году автобус Setra S 309 HD был переоборудован в передвижной дом путём использования деталей Euramobil. В салоне присутствуют:
- обеденный стол;
- шесть кроватей;
- мини-кухня с керамической электроплитой;
- ванная комната и туалет;
- два телевизора;
- два холодильника.

За автобусом регулярно ухаживали в мастерской. Благодаря генератору, автобус не зависит от кемпингов. Максимальная скорость автобуса составляет 100 км/ч, по сравнению с базовой моделью, максимальная скорость которой составляла 80 км/ч.